# John Jack Vrieslander
John Jack Vrieslander, geboren als Johannes Theodor Jakobus Vrieslander  (* 1879 in Münster; † 1957 in Grabenstätt), war ein deutscher Zeichner Maler Grafiker und Illustrator.

## Leben und Werk
Johannes Theodor Jakobus Vrieslander war der Sohn von Willem Theodor Vrieslander und Josephine Johanna, geb. Weber. Nachdem er von 1897 bis 1898 die Kunstakademie Düsseldorf besucht hatte, entwarf er zunächst Möbel, Teppiche, Tapeten und Stoffe, bevor er sich 1900 der Buchillustration zuwandte. Ab 1902 folgte eine erste Ausstellung in Berlin. Im selben Jahr trat er der von Wassily Kandinsky gegründeten Künstlergruppe Phalanx bei.
Von 1905 bis 1908 lebte Vrieslander in Paris, wo er zur Künstlerkolonie Café du Dôme gehörte. Von 1910 bis 1911 folgte ein zweiter Aufenthalt in der Metropole. 1919 war Vrieslander Gründungsmitglied der Künstlergruppe Dachau. Da seine Ehefrau, die Schriftstellerin Minni Vrieslander, geborene Kornfeld, Jüdin war, war es ihm zwischen 1933 und 1944 verboten, seinem Beruf nachzugehen, da ihm die Nationalsozialisten ein Berufsverbot erteilt und ihn zeitweise auch interniert hatten. Nach Ende des Zweiten Weltkrieges war Vrieslander ab 1947 Vorsitzender des Traunsteiner Künstlerkreises.
Der Musikschriftsteller Otto Vrieslander (1880–1950) war sein Halbbruder.